# Okręg Szkolny Łódzki
Okręg Szkolny Łódzki (OSŁ) – jeden z okręgów szkolnych II RP, utworzony rozporządzeniem Ministra Wyznań Religijnych i Oświecenia Publicznego M. Rataja z 31 sierpnia 1921 roku, o utworzeniu Okręgu Szkolnego Łódzkiego, z siedzibą kuratora w Łodzi.

## Historia
Okręg Szkolny Łódzki, został utworzony 31 sierpnia 1921 roku. Rozporządzenie weszło w życie 14 września 1921 roku.
Kuratorzy łódzcy.
1921–1925. dr Jan Jarosz.
1925–1927. Jan Owiński.
1927–1929. dr. Antoni Ryniewicz.
1929–1932. Jerzy Gadomski.
W 1932 roku Okręg Szkolny Łódzki, został zlikwidowany, a jego terytorium włączono do Okręgu Szkolnego Warszawskiego. 

## Okręg w PRL
Po II wojnie światowej, na podstawie ustawy z 4 czerwca 1920 r. o tymczasowym ustroju szkolnym, wyszło rozporządzenie Rady Ministrów z 5 września 1946 roku o okręgach szkolnych. Rozporządzenie to weszło w życie 9 października 1946 a w jego myśl na nowo utworzono Okręg Szkolny Łódzki, obejmujący swoim zasięgiem powojenne województwo łódzkie. 
Okręg istniał do 1975 roku, gdy po reformie podziału administracyjnego utworzono wojewódzkie Kuratoria Oświaty i Wychowania.